# Pachyarthra lividella
Pachyarthra lividella är en fjärilsart som beskrevs av Pierre Chrétien. Pachyarthra lividella ingår i släktet Pachyarthra och familjen äkta malar. Inga underarter finns listade i Catalogue of Life.